# Ballylinan
Ballylinan es una localidad situada en el condado de Laois de la provincia de Leinster (República de Irlanda), con una población en 2016 de 1101 habitantes.
Se encuentra ubicada en el centro del país, en la cadena de las montañas Slieve Bloom.